# Hammaptera
Hammaptera is een geslacht van vlinders van de familie spanners (Geometridae), uit de onderfamilie Larentiinae.

## Soorten
- H. caribbea Schaus, 1912
- H. coras Druce, 1893
- H. dominans Schaus, 1913
- H. frondosata Guenée, 1858
- H. fulvifusa Warren, 1897
- H. herbosaria Schaus, 1912
- H. hypochrysa Prout, 1916
- H. ignifera Thierry-Mieg
- H. improbaria Schaus, 1901
- H. infuscata Herbulot, 1988
- H. postluteata Thierry-Mieg, 1907
- H. praderia Dognin, 1893
- H. probataria Herrich-Schäffer, 1858
- H. repandaria Schaus
- H. requisitata Warren, 1900
- H. rosenbergi Warren, 1900
- H. sabrosa Dognin, 1893
- H. semiflava Dognin, 1913
- H. semiobliterata Warren, 1895
- H. trochilarioides Dognin, 1901
- H. undulosa Warren, 1907
- H. vanonaria Schaus, 1901
- H. viridifusata Walker, 1862